# 8月14日 (旧暦)
旧暦8月14日（きゅうれきはちがつじゅうよっか）は、旧暦8月の14日目である。六曜は先負である。

## できごと
- 文治元年（ユリウス暦1185年9月9日） - 元暦より文治に改元
- 寛延元年（グレゴリオ暦1748年9月6日） - 大坂・竹本座で人形浄瑠璃『仮名手本忠臣蔵』が初演
- 元治元年（グレゴリオ暦1864年9月14日） - 下関戦争で長州藩が英米蘭仏四国連合艦隊と講和
- 明治4年（グレゴリオ暦1871年9月28日） - 工部省に鉄道寮を設置

## 誕生日
- 明暦2年（グレゴリオ暦1656年10月1日） - 森川許六、蕉門十哲の一人（+ 1715年）

## 忌日
- 天暦3年（ユリウス暦949年9月9日） - 藤原忠平、公卿（* 880年）
- 永正8年（ユリウス暦1511年9月6日） - 足利義澄、室町幕府11代将軍（* 1481年）
- 慶長17年（グレゴリオ暦1612年9月9日） - 中川秀成、初代岡藩主（* 1570年）
- 享保14年（グレゴリオ暦1729年9月6日） - 松平基知、第2代白河藩主（* 1679年）
- 文化13年閏8月14日（グレゴリオ暦1816年10月5日） - 塩原太助、江戸時代の豪商（* 1743年）

## 記念日・年中行事
- 待宵（まつよい：中秋の前夜）